# ローマン・マルチネス
ローマン・マルチネス（Roman Martinez、1983年1月31日 - ）は、プエルトリコの男子プロボクサー。ベガ・バハ出身。元WBO世界スーパーフェザー級王者。世界王座を三度獲得し、卓越した技巧で相手の強打を殺すのが巧い選手だが、その反面ボディ打ちに弱く終盤にかけて失速または逆転負けを喫している。トレーナーはラウル・トーレス。フェリックス・トリニダードの従妹のフレディー・トリニダードがアシスタントトレーナーを務める。

## 来歴
2001年12月22日、プロデビュー。
2006年11月17日、WBOラテンアメリカスーパーフェザー級王座を獲得。
2007年2月2日、WBOインターコンチネンタルスーパーフェザー級王座決定戦でフランシスコ・ロレンソ（ドミニカ共和国）と対戦し、2-1（115-113、115-113、113-115）の僅差判定勝ちで王座を獲得した。
2007年8月25日、NABO北米スーパーフェザー級王座を獲得。
2009年3月14日、イギリスのマンチェスターでWBO世界スーパーフェザー級王者ニッキー・クック（イギリス）に挑戦し、4回TKO勝ちで無敗のまま王座を獲得した。以後、2度防衛。
2010年9月14日、イギリスのスコットランドでリッキー・バーンズと対戦し、初回にダウンを奪うもプロ初黒星となる12回判定負けを喫し3度目の防衛に失敗、王座から陥落した。
2012年9月15日、ラスベガスのトーマス&マック・センターでフリオ・セサール・チャベス・ジュニア対セルヒオ・マルチネスの前座で、エイドリアン・ブローナーの王座を剥奪伴いミゲル・ベルトランとWBO世界スーパーフェザー級王座決定戦を行い、12回判定勝ちを収め王座返り咲きに成功した。
2013年1月19日、ニューヨークのマディソン・スクエア・ガーデン・シアターでミゲル・アンヘル・ガルシア対オルランド・サリドの前座で、ファン・カルロス・ブルゴスと対戦し、12回1-1（116-112、111-117，114-114）の判定で引き分けたが初防衛に成功した。
2013年4月6日、マカオのザ・ベネチアン・マカオ内コタイ・アリーナにてランキング1位ディエゴ・マグダレノと指名試合を行い、またしても終盤に失速したが3回にコンビネーションでダウンを奪い12回2-1（115-112、114-113、111-116）の判定勝ちを収め、2度目の防衛に成功した。
2013年11月9日、テキサス州コーパスクリスティのアメリカン・バンク・センターにて元WBO世界フェザー級王者でWBO世界スーパーフェザー級1位のミゲル・アンヘル・ガルシアと2試合連続となる指名試合を行い2回にガルシアからプロ初のダウンを奪ったが、8回にマルチネスが右ボディでダウンを奪い返されるとレフェリーがそのままカウントアウトで試合終了。プロ初のKO負けとなる8回56秒KO負けを喫し3度目の防衛に失敗、王座から陥落した。
2014年4月12日、MGMグランド・ガーデン・アリーナでマニー・パッキャオVSティモシー・ブラッドリー第2戦目の前座でレイムンド・ベルトランとNABO北米ライト級王座決定戦を行う予定だったが、試合一週間前に病気に罹り試合出場を断念することとなった。
2015年4月11日、プエルトリコ・サンフアンのコリセオ・デ・プエルトリコ・ホセ・ミゲル・アグレロットでWBO世界スーパーフェザー級王者オルランド・サリドと対戦し、2回にダウンを奪った後にローブローの減点が追い風になり12回3-0(114-111、115-110、116-109)の判定勝ちで1年5ヵ月ぶりの王座返り咲きに成功した。
2015年7月29日、ボクシングマネージャー兼アドバイザーのアル・ヘイモンと契約。
2015年9月12日、MGMグランド・ガーデン・アリーナでフロイド・メイウェザー・ジュニアVSアンドレ・ベルトの前座でWBO世界スーパーフェザー級3位のオルランド・サリドと再戦し、12回1-1（115-113、113-115、114-114）の判定で引き分けたが、初防衛に成功した。
2016年3月23日、ユカタン州メリダのポリフォルム・サムナ・アリーナでWBO世界スーパーフェザー級1位の指名挑戦者のミゲール・ベルチェットと対戦予定だったが、マルチネスが左手を負傷し中止になった。
2016年6月11日、マディソン・スクエア・ガーデン・シアターでプエルトリコ・デーのメインとしてWBO世界フェザー級王者ワシル・ロマチェンコと対戦。序盤からいきなり巧みなコンビネーションでのボディ打ちで失速し何度もストップ寸前まで追い詰められ、最後は左アッパーから右フック一撃で失神させられカウンテッドアウトで試合終了。5回1分9秒KO負けを喫し2度目の防衛に失敗、王座から陥落した。
2017年8月27日、ラスベガスのT-モバイル・アリーナにて、フロイド・メイウェザー・ジュニアvsコナー・マクレガーの前座でIBF世界スーパーフェザー級王者ガーボンタ・デービスと対戦する予定であったが、8月10日に減量失敗によるコンディション不良で欠場となった。

## 獲得タイトル
- WBOラテンアメリカスーパーフェザー級王座
- WBOインターコンチネンタルスーパーフェザー級王座
- NABO北米スーパーフェザー級王座
- WBO世界スーパーフェザー級王座（防衛2）
- WBO世界スーパーフェザー級王座（防衛2）
- WBO世界スーパーフェザー級王座（防衛1）